# Aedes taeniorhynchoides
Aedes taeniorhynchoides är en tvåvingeart som först beskrevs av Samuel Rickard Christophers 1911.  Aedes taeniorhynchoides ingår i släktet Aedes och familjen stickmyggor. Inga underarter finns listade i Catalogue of Life.